# Huadong

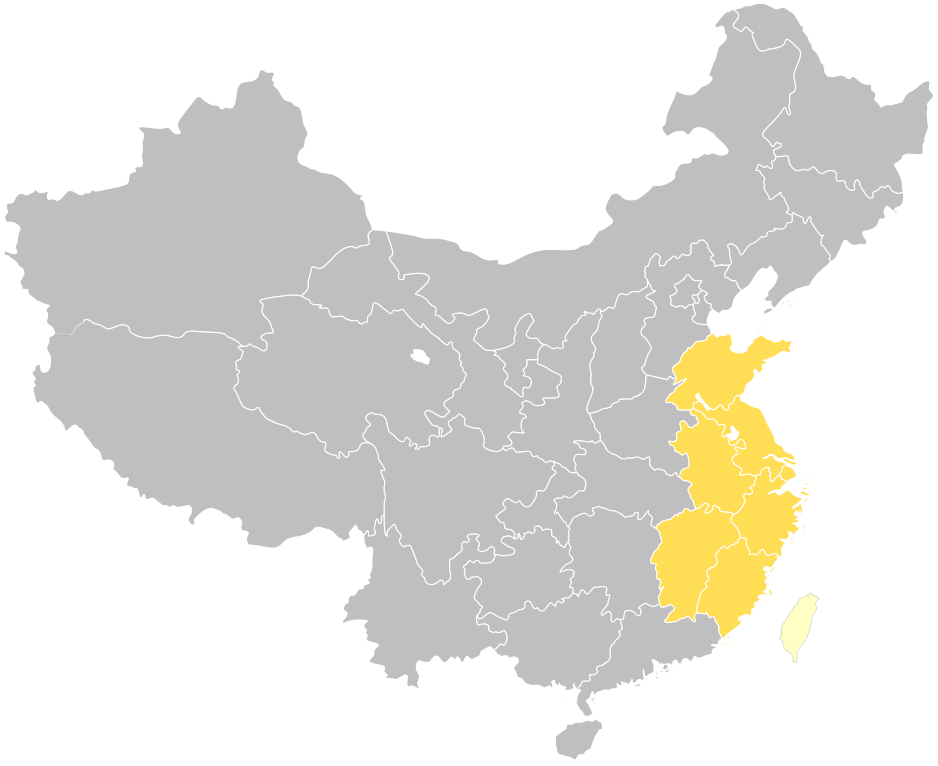
China de Est (Huadong)

Huadong (chin. 華東 / 华东) este denumirea teritoriului China de Est, el cuprinde subdiviziunile administrative inclusiv Taiwan:
1. Shāndōng
2. Jiāngsū
3. Ānhuī
4. Shànghǎi
5. Zhèjiāng
6. Jiāngxī
7. Fújiàn